# RAC Tourist Trophy 1958

Goodwood Circuit

Die 23. RAC Tourist Trophy, auch News of The World sponsor the 23rd R.A.C. Tourist Trophy Race, Goodwood, fand am 13. September 1958 auf dem Goodwood Circuit statt und war der sechste Wertungslauf der Sportwagen-Weltmeisterschaft dieses Jahres.

## Das Rennen
Vor der RAC Tourist Trophy, dem letzten Rennen der Sportwagen-Weltmeisterschaft 1958, war die Weltmeisterschaft längst zugunsten von Ferrari entschieden. Nach dem Sieg von Olivier Gendebien und Phil Hill im Werks-Ferrari 250 TR 58 lag der italienische Hersteller in der Wertung uneinholbar in Führung und verzichtete darauf, in Goodwood anzutreten.
Durch die Abwesenheit Ferraris waren die drei am Start befindlichen Aston Martin im Wettbewerb um den Gesamtsieg ohne Gegner. Zwischen den drei Werkswagen gab es einen extrem knappen Zieleinlauf. Nach vier Stunden Fahrzeit siegten Stirling Moss und Tony Brooks im DBR1/300 mit einem Vorsprung von nur 0,4 Sekunden auf die Teamkollegen Roy Salvadori und Jack Brabham. Weitere 0,4 Sekunden dahinter gingen Carroll Shelby und Stuart Lewis-Evans im dritten Aston Martin durchs Ziel.

## Ergebnisse

### Schlussklassement
| 1               | S 3.0 | 7  | David Brown Ltd.                | Stirling Moss Tony Brooks               | Aston Martin DBR1/300 | 148 |
| 2               | S 3.0 | 9  | David Brown Ltd.                | Roy Salvadori Jack Brabham              | Aston Martin DBR1/300 | 148 |
| 3               | S 3.0 | 8  | David Brown Ltd.                | Carroll Shelby Stuart Lewis-Evans       | Aston Martin DBR1/300 | 148 |
| 4               | S 2.0 | 21 | Dr. Porsche                     | Jean Behra Edgar Barth                  | Porsche 718 RSK 1500  | 144 |
| 5               | S 3.0 | 4  | Ecurie Ecosse                   | Masten Gregory Innes Ireland            | Jaguar D-Type         | 143 |
| 6               | S 3.0 | 6  | Duncan Hamilton                 | Duncan Hamilton Peter Blond             | Jaguar D-Type         | 142 |
| 7               | S 1.1 | 7  | Team Lotus                      | Peter Ashdown Gordon Jones              | Lotus Eleven          | 138 |
| 8               | S 2.0 | 22 | Dr. Porsche                     | Carel Godin de Beaufort Christian Heins | Porsche 550A RS 1500  | 135 |
| 9               | S 3.0 | 12 | Jonathan Sieff                  | Jonathan Sieff Maurice Charles          | Jaguar D-Type         | 135 |
| 10              | S 1.1 | 46 | Gilby Engineering Co.           | Michael Taylor Keith Greene             | Lotus Eleven          | 134 |
| 11              | S 1.1 | 50 | J. V. Green                     | Henry Taylor Nicholas Green             | Lotus Eleven          | 131 |
| 12              | S 1.1 | 43 | Elva Racing Team                | Carl Haas John Brown                    | Elva Mk.III           | 131 |
| 13              | S 1.1 | 27 | Car Exchange Racing Team        | Bill Frost Dickie Stoop                 | Lotus Eleven          | 128 |
| 14              | S 2.0 | 28 | Richard W. Jacobs               | Tommy Bridger Alan Foster               | MGA                   | 127 |
| 15              | S 1.1 | 47 | Innes Ireland Ltd.              | Jack Wescott Peter Arundell             | Lotus Eleven          | 125 |
| 16              | S 1.1 | 49 | E. H. Broadley                  | Eric Broadley Peter Gammon              | Lola MK1              | 124 |
| 17              | S 1.1 | 41 | Team Lotus                      | Alan Stacey Keith Hall                  | Lotus Eleven          | 121 |
| 18              | S 1.1 | 48 | Innes Ireland Ltd.              | Douglas Graham Christopher Martyn       | Lotus Eleven          | 110 |
| 19              | S 2.0 | 28 | Rudd Racing Team                | Mike Anthony Ted Whiteaway              | AC Ace                | 105 |
| 20              | S 1.1 | 45 | Elva Racing Team                | Ian Burgess Robbie MacKenzie-Low        | Elva Mk.IV            | 102 |
| 21              | S 1.1 | 52 | Jimmy Blumer                    | Jimmy Blumer Colin Stuart Dodd          | Lotus Eleven          | 99  |
| Ausgefallen     |       |    |                                 |                                         |                       |     |
| 22              | S 2.0 | 24 | John Coombs Racing Organisation | Bruce McLaren Syd Jensen                | Lotus 15              | 53  |
| 23              | S 3.0 | 11 | B. Lister Lt Engineering        | Ross Jensen Ivor Bueb Bruce Halford     | Lister                | 51  |
| 24              | S 2.0 | 30 | Team Lotus                      | Cliff Allison Graham Hill               | Lotus 15              | 39  |
| 25              | S 2.0 | 26 | M. Trimble                      | David Shale John Dalton                 | Lotus Eleven          | 24  |
| 26              | S 1.1 | 53 | M. Trimble                      | John Fisher Les Leston                  | Lotus Eleven          | 20  |
| 27              | S 1.1 | 44 | Elva Racing Team                | Ian Raby Eugene Hall                    | Elva Mk.III           | 15  |
| 28              | S 3.0 | 10 | B. Lister Lt Engineering        | Ivor Bueb Bruce Halford                 | Lister                | 10  |
| 29              | S 2.0 | 25 | J. King                         | Edward Greenall John Campbell-Jones     | Lotus 15              | 9   |
| Nicht gestartet |       |    |                                 |                                         |                       |     |
| 30              | S 3.0 | 3  | Equipe Nationale Belge          | Claude Dubois Yves Tassin               | Lister                | 1   |

1 Motorschaden im Training

### Nur in der Meldeliste
Hier finden sich Teams, Fahrer und Fahrzeuge, die ursprünglich für das Rennen gemeldet waren, aber aus den unterschiedlichsten Gründen daran nicht teilnahmen.
| Pos. | Klasse | Nr. | Team                   | Fahrer                           | Chassis        |
| ---- | ------ | --- | ---------------------- | -------------------------------- | -------------- |
| 31   | S 3.0  | 1   | Scuderia Ferrari       | Mike Hawthorn                    | Ferrari 250TR  |
| 32   | S 3.0  | 2   | Equipe Nationale Belge | Freddy Rousselle Lucien Bianchi  | Ferrari 250TR  |
| 33   | S 3.0  | 4   | Ecurie Ecosse          | Masten Gregory Innes Ireland     | Ferrari 250TR  |
| 34   | S 3.0  | 5   | Ecurie Ecosse          |                                  | Ferrari 250TR  |
| 35   | S 2.0  | 23  | Fernand Tavano         | Fernand Tavano Georges Delaroche | Ferrari 500TRC |
| 36   | S 1.1  | 51  | I. de Tomaso           | Alejandro de Tomaso Colin Davis  | Osca 1100S     |

### Klassensieger
| Klasse | Fahrer        | Fahrer       | Fahrzeug              | Platzierung im Gesamtklassement |
| ------ | ------------- | ------------ | --------------------- | ------------------------------- |
| S 3.0  | Stirling Moss | Tony Brooks  | Aston Martin DBR1/300 | Gesamtsieg                      |
| S 2.0  | Jean Behra    | Edgar Barth  | Porsche 718 RSK 1500  | Rang 4                          |
| S 1.1  | Peter Ashdown | Gordon Jones | Lotus Eleven          | Rang 7                          |

### Renndaten
- Gemeldet: 36
- Gestartet: 29
- Gewertet: 21
- Rennklassen: 3
- Zuschauer: unbekannt
- Wetter am Renntag: warm und trocken
- Streckenlänge: 3,862 km
- Fahrzeit des Siegerteams: 4:01:17,000 Stunden
- Gesamtrunden des Siegerteams: 148
- Gesamtdistanz des Siegerteams: 571,639 km
- Siegerschnitt: 142,150 km/h
- Schnellste Trainingszeit: Stirling Moss – 	Aston Martin DBR1/300 (#7) – 1:32,000 = 151,138 km/h
- Schnellste Rennrunde: Stirling Moss – Aston Martin DBR1/300 (#7) – 1:32,600 = 150,600 km/h
- Rennserie: 6. Lauf zur Sportwagen-Weltmeisterschaft 1958